# Nexhmije Pagarusha

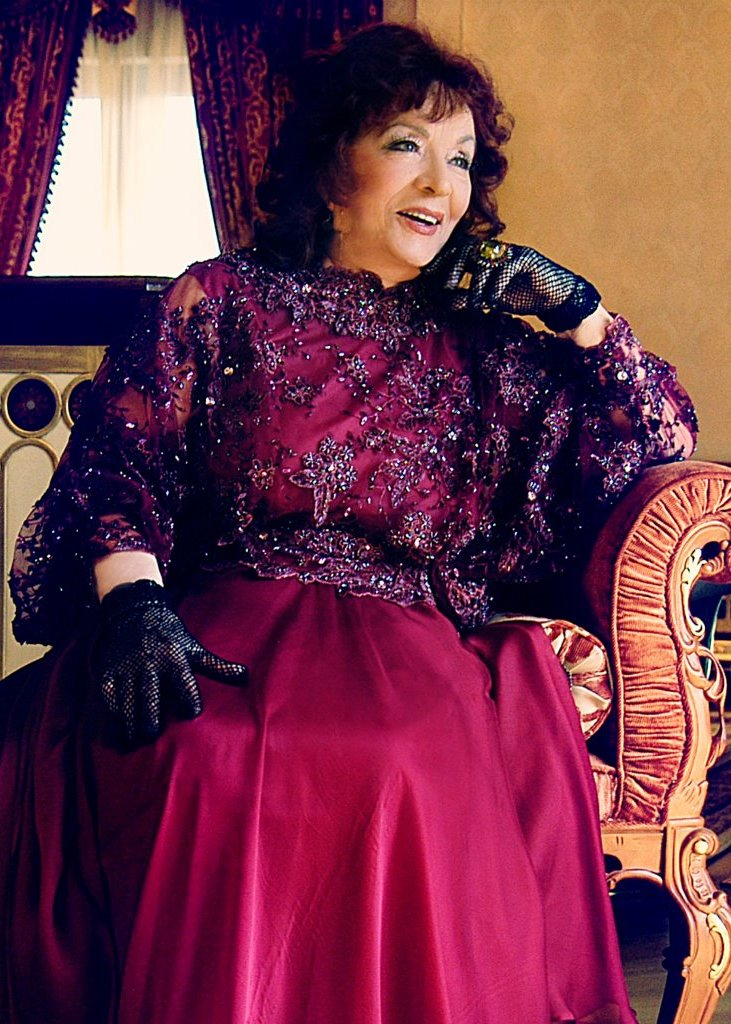
Nexhmije Pagarusha (2012)

Nexhmije Pagarusha (serbokroatisch Неџмије Пагаруша Nedžmije Pagaruša, * 7. Mai 1933 in Pagaruša bei Mališevo; † 7. Februar 2020 in Pristina, Kosovo) war eine jugoslawische Sängerin und Interpretin albanischer Musik und eine Schauspielerin. Sie war insbesondere unter den Albanern in Jugoslawien populär und nach dem Fall des kommunistischen Regimes vermehrt auch in Albanien.
Nach ihrer musikalischen Ausbildung in Belgrad war sie seit den 1950er Jahren die bekannteste albanischsprachige Sängerin Jugoslawiens. Daneben war sie als Schauspielerin auf der Bühne und für Fernsehproduktionen tätig. Sie beendete ihre Karriere 1984.
Als ihr bekanntestes Lied gilt Baresha (Die Hirtin), das von ihrem Ehemann Rexhep Mulliqi (1923–1982) komponiert und von dem Schriftsteller Rifat Kukaj (1938 oder 1939–2005) getextet wurde; in dem annähernd sechs Minuten langen Lied wechseln sich ein langsamer Siebener-Rhythmus und ein schneller Neuner-Rhythmus ab. In den 1960er Jahren trat sie gemeinsam mit dem Folklore-Ensemble Shota auch im Ausland (unter anderem Deutschland, Österreich, Israel und Bulgarien) auf. 1973 trat sie mit dem Lied E vetmja dashuri (Die einzige Liebe) beim Jugovizija (jugoslawischer Vorentscheid zum Eurovision Song Contest) an, bei dem sich jedoch nie ein albanischsprachiger Titel durchsetzen konnte.